# USCGC Polar Sea (WAGB-11)
USCGC Polar Sea (WAGB-11) je těžký ledoborec Pobřežní stráže Spojených států amerických třídy Polar. Společně se svou sesterskou lodí USCGC Polar Star byl postaven v loděnicích Lockheed v Seattlu, do služby byl zařazen 23. února 1978. Jeho domovským přístavem je Seattle.
V roce 2010 byl kvůli závadám na motorech odstaven mimo službu, Pobřežní stráž v roce 2012 plánovala jeho sešrotování. K tomu však nedošlo, analýza z roku 2013 ukázala možnou modernizaci a reaktivaci lodě. Roku 2016 Pobřežní stráž dospěla k závěru, že reaktivace plavidla by byla neekonomická. Ledoborec bude sloužit jako zdroj náhradních dílů pro svou sesterskou loď.